# Ганна Сухоцька
Га́нна Станісла́ва Сухо́цька (пол. Hanna Stanisława Suchocka; нар. 3 квітня 1946, Плешев, Польща) — польський політик, 5-й прем'єр-міністр Польщі в 1992–1993 роках під час президентства Леха Валенси. До вересня 2014 лишалася єдиною жінкою, що колись обіймала цю посаду.

## Життєпис
Є фахівцем у галузі конституційного права.
У 1968 році закінчила факультет права і адміністрації Університету Адама Міцкевича в Познані. У тому ж університеті отримала ступінь доктора права (1975). У 1980-х роках була членом Сейму Польської Народної Республіки і стала прем'єр-міністром в 1992 році. Поява жінки на такій високій посаді послужила тоді свого роду аномалією, проте, успіх Сухоцької багато в чому пояснюється її опорою на обидві сторони політичного спектру: і на правій, і на лівій.
Є членом Мадридського клубу і Ради жінок-світових лідерів.
У грудні 2001 року спрямована послом Польщі до Святого Престолу, є членом Папської академії суспільних наук у Ватикані (її кандидатура схвалена Папою Римським Іоаном Павлом II 19 січня 1994).